# Урус-бий
Урус-бий (ум. в 1590) — ногайский бий с 1578 года. Младший брат и преемник Тинехмата. Сын Исмаил-бия, предок князей Урусовых.

## Биография
В правление своего брата Тинехмата Урус занимал должность нурадина (1563—1578). В мае 1578 года после смерти своего брата Тинехмата Урус стал новым князем (бием) Большой Ногайской Орды.
В этот период Большая Ногайская Орда переживала феодальную анархию. Формально ногайские бии признавали вассальную зависимость от Русского государства. Московское правительство использовало лёгкую ногайскую конницу в борьбе против Польско-Литовского государства и Крымского ханства. Однако отдельные ногайские отряды совершали непрерывные нападения на русские поселения, которые находились на границе со степью. Поэтому волжские и донские казаки многократно отражали ногайские набеги, но и предпринимали контрнаступление на ногайские кочевья.
В 1570 году ногайские мурзы жаловались русским послам: «только государь велит де казакам у нас Волгу и Самару и Яик отняти и на де на сем от казаков пропасти: улусы наши и жон и детей поемлют».
В 1571 году крымский хан Девлет I Герай объединил на большого похода на Русское государства большие силы татар. Во время нашествия была сожжена русская столица и опустошены русские земли южнее Москвы. В следующем 1572 году крымский хан попытался осуществить новый поход, но был наголову разгромлен в битве при Молодях. В этих походах на стороне крымского хана участвовали ногайские мурзы со своими отрядами. В ответ московское правительство предприняло карательный поход на ногайские улусы. В 1572 году астраханские казаки совершили нападение на город Сарайчик, столицу Ногайской Орды. Ногайские мурзы вынуждены были заявить о повиновании царю.
В конце 1570-х годов отношения между Русским государством и Ногайской Ордой вновь испортились. В конце Ливонской войны (1558—1583) Россия стала терпеть поражения от поляков и шведов. По приказу Урус-бия в ногайских кочевьях был ограблен русский посланец П. Девочкин. Несмотря на это, Урус-бий не решился на открытый конфликт с Москвой.
В 1580 году Урус-бий принес присягу на верность московскому царю Ивану Грозному. Весной 1581 года царь в своей грамоте к Урусу просил у него военной помощи в войне против Речи Посполитой. В мае того же года в Москве было получено сообщение о том, что крымские татары с азовцами и ногайцами вторглись в русские владения. По словам крымских «языков», в набеге участвовали «ногайских людей из одного Урусова улуса, по вестем, 15 тысяч, а Урмагметя-мурзы и других мурз улусов тысяч до 30».
Весной 1581 года русское правительство отправило к Урусу посланника В. И. Лобанова-Пелепелицына с богатыми «поминками», но бий вначале отказался их принять. В мае царские власти приказали волжским казакам воевать с ногайцами и не давать им переправляться через Волгу. 28 мая 1581 года мая Посольский приказ отправил письмо к Урус-бию и напомнило ему о разгроме казаками Сарайчика в 1572 году, давая понять, что это может повториться вновь. 29 июня Урус-бий принял посланца В. Лобанова-Пелепелицына, но вел себя вызывающе, отобрал у посла все дары и приказал заключить его под стражу. В начале июля волжские казаки совершили рейд на ногайские улусы и разорили Сарайчик. Урус-бий вызвал к себе в юрту русского посланника и заявил ему протест по поводу нападения казаков. Вскоре русское правительство сообщило Урус-бию, что на Сарайчик совершили нападение не служилые казаки, а беглые казаки. Мирные переговоры между Московой и Большой Ногайской Ордой возобновились, что, однако, не мешало отдельным ногайским мурзам совершать набеги на русские приграничные волости. В середине июля В. И. Лобанов-Пелепелицын в сопровождении ногайских послов выехал в Москву. В это время ногайские мурзы разорили окрестности Темникова и Алатыря. 
Урус-бий стал проводить миролюбивую политику и отодвинул ногайские улусы подальше от русских границ. Из-за опасения новых казацких набегов Урус-бий перекочевал в устье реки Яик. Однако, когда в 1582 года луговые черемисы подняли восстание против русского владычества, ногайцы вновь попытались избавить от своей зависимости от Москвы. Ногайская Орда не прекратила враждебных действий против России и после подавления черемисского восстания в 1584 году.
В 1584-1585 годах Урус-бий отправил свои посольства в Бахчисарай и Стамбул, стремясь убедить крымского хана и османского султана отправить свои войска в поход на Астрахань, чтобы выбить оттуда русских. В 1586 году из Москвы в Астрахань был направлен в звании наместника служилый крымский царевич Мурад Герай, который быстро добился повиновения от Больших ногаев.
В 1586-1587 годах крымские татары и ногайцы совершили несколько крупных набегов на южнорусские приграничные земли. Тем временем волжские казаки продолжали теснить ногайцев и построили новую крепость при впадении р. Илек в Яик, на озере Кош-Яик. Урус-бий отправил на казацкую крепость мурзу Сеид-Ахмеда, который вскоре осадил городок. Но через восемь дней осады казаки вынудили Сеид-Ахмеда отступить. Осенью сам Урус-бий с небольшим войском осадил крепость, но 400 казаков отразили все вражеские приступы, совершили вылазку и разгромили силы врага. Урус-бий потерял убитыми до двухсот человек и отступил. 
Царское правительство решило воспользоваться победой вольных казаков над Ногайской Ордой. Весной 1586 года царь Фёдор Иоаннович официально известил Урус-бия, что московское правительство построит крепости на реках Уфе, Самаре, Увеке и Белой. Урус-бий заявил русским властям решительный протест, но был занят войной с вольными казаками, и русские воеводы смогли приступить к строительству крепостей, не опасаясь набегов ногайцев.
Около 1586/1587 года Урус-бий вместе с тремя сыновьями принес присягу на верность Русскому государству.
В 1590 году правитель Больших ногаев Урус-бий погиб в бою с малыми ногаями. Его сыновья: Хан-мырза, Як-Арслан-мурза, Сатый-мурза, Байтерек-мурза, Касим-мурза и Кобеш-мурза. После гибели Уруса новым бием Больших Ногаев стал Ураз Мухаммад-бий (1590—1598), старший сын Тинехмата.